# Sporobolus nealleyi
Sporobolus nealleyi är en gräsart som beskrevs av George Vasey. Sporobolus nealleyi ingår i släktet droppgräs, och familjen gräs. Inga underarter finns listade i Catalogue of Life.